# Epinephelus drummondhayi
Epinephelus drummondhayi és una espècie de peix de la família dels serrànids i de l'ordre dels perciformes.
Els mascles poden assolir els 110 cm de longitud total.
Es troba a l'Atlàntic occidental.